# Żyła jajnikowa
Żyła jajnikowa  (łac. vena ovarica) – naczynie żylne zbierające krew z jajnika, jajowodu i macicy. Powstaje we wnęce jajnika i uchodzi po prawej stronie do żyły głównej dolnej, a po lewej stronie do żyły nerkowej lewej.

## Przebieg

### Przebieg prawej żyły jajnikowej
Prawa żyła jajnikowa rozpoczyna się we wnęce jajnika z licznych gałązek splotu żylnego (mającego dopływy również z jajowodu i macicy), przebiega przez więzadło wieszadłowe jajnika, następnie kieruje się do przestrzeni zaotrzewnowej. W dalszym przebiegu przechodzi nad nerwem płciowo-udowym powyżej nad tętnicą biodrową wspólną i po skrzyżowaniu moczowodu razem z tętnicą nerkową od przodu odchodzi od przebiegu tętnicy jajnikowej biegnąc wzdłuż żyły głównej dolnej i uchodzi do niej poniżej żyły nerkowej prawej.

### Przebieg lewej żyły jajnikowej
Lewa żyła jajnikowa rozpoczyna się we wnęce jajnika z licznych gałązek splotu żylnego (mającego dopływy również z jajowodu i macicy), przebiega przez więzadło wieszadłowe jajnika, następnie kieruje się do przestrzeni zaotrzewnowej. W dalszym przebiegu przechodzi nad nerwem płciowo-udowym powyżej nad tętnicą biodrową wspólną i po skrzyżowaniu lewego moczowodu razem z tętnicą nerkową biegnąc wzdłuż niego i uchodzi do żyły nerkowej lewej.

### Różnice w przebiegu prawej i lewej żyły jajnikowej
Różnica w przebiegu prawej i lewej żyły jajnikowej zaczyna się zasadniczo dopiero po skrzyżowaniu z moczowodem.

## Dopływy
Żyła jajnikowa nie ma dopływów.

## Odmiany
Żyła jajnikowa może posiadać zastawki ujściowe.

## Zespolenia
Układ żyły wrotnej przez obszar drenowania żyły krezkowej dolnej.